# Per Nørgård
Per Nørgård (Gentofte, 13 de julho de 1932 – Copenhaga, 28 de maio de 2025) foi um compositor e teórico musical dinamarquês.
Estudou com Vagn Holmboe e posteriormente entrou no Royal Danish Conservatory, completando seus estudos com Holmboe e Finn Høffding (GERMER, 2001). Segundo White (2002), Nørgård tem sido aceito como o maior e mais influente compositor Dinamarquês desde Carl Nielsen. O autor afirma: “Sua música lidera atividades entre o público geral e os profissionais, além disso entre grupos de dança, cantores, percussionistas, professores e amadores.” (WHITE, 2002, p.34).

## Estética de Per Nørgård
Segundo Rapoport (et al, 1997), podemos identificar três períodos distintos em Nørgård. O primeiro é caracterizado pelas das aulas com Vagn Holmboe juntamente com a influência de Jean Sibelius. Neste primeiro momento Nørgård desenvolveu seu estilo Nórdico inicial, iniciando seu destaque como compositor. Suas peças deste período são caracterizadas por alto nível contrapontístico e tonalidades livremente cromática (Anderson, 2001, p. 38). A Sinfonia no. 1 (1954) e Constellations (1958) são obras que caracterizam este momento. Segundo Anderson (2001, p.39), “os trabalhos de Nørgård até 1960 mostraram uma preferência distinta por uma orquestração dura, limpa e austera, até ao ponto de uma certa rugosidade de textura e espaçamento.”
Em 1960 Nørgård participou do Cologne ISCM Festival, lá teve contato com obras de Stockhausen, Berio e Boulez, sendo profundamente impactado. Anderson (2001) afirma que seu período de isolamento nórdico tinha chegado ao fim “de forma abrupta”. Mesmo assim, Nørgård não seguiu a técnica do serialismo total, mas sua música se transformou em um estilo mais descontínuo e independente, tento um alto controle organizacional de todos os parâmetros, “com certos aleatorismo e improvisações controladas” (Anderson, 2001, p.38). Houve um aumento na preocupação com as propriedades acústicas dos sons e sua percepção. Duas peças que representam bem essa aproximação à ideais, que futuramente, farão parte da estética espectral, são Iris (1966-7) e Luna (1967). Essas obras exploram texturas orquestrais que lembram muito a música de Ligeti, exploram a consonância harmônica, harmonia que é derivada de séries harmônicas. Anderson afirma, suas harmonias derivadas de séries harmônicas "Resulta(m) em ‘batidas’ complexas entre as frequências intimamente próximas, e sua textura rica, que lentamente vai evoluindo, curiosamente semelhante à música de Scelsi (cuja música Nørgård não sabia naquele momento), tornando-o um importante precursor da música espectral Europeia de década de 1970 e 80"  (Anderson,  2001, p.39).
Na mesma direção da evolução lenta que posteriormente deu origem ao Espectralismo, Nørgård desenvolveu uma técnica chamada ‘Infinity Series’. Segundo o Grove, “a Infinity Serie é organizada de tal forma que contém um número de duplicação de si mesmo, tanto em forma original e invertida. Essas réplicas ocorrem em diferentes níveis e (se a série é projetada usando valores de nota igual) em diferentes velocidades.”  Rapoport completa o pensamento de Anderson afirmando: a Infinity Serie é “uma maneira de gerar hierarquias de melodias elaboradamente relacionadas. Embora comparável ao serialismo em atitude, funciona de maneira bastante diferente na prática.” Nørgård amplia essa teoria fazendo “uso refinado da seção áurea em níveis rítmicos e uso limitado da série harmônica natural na harmonia” (Rapoport, 1997, p. 1171). Um exemplo notável do uso da Infinity Series é a sua segunda Sinfonia (1970), onde todo o material da altura é derivado desta técnica, atribuídas à diferentes camadas da orquestra. Anderson afirma: “durante a maior parte da peça, as trompas tocam a série original na velocidade de semicolcheia, enquanto as cordas têm expansões muito mais lentas, criando zumbidos (drones) lentos.” . 
Percebe-se com base em Anderson e Rapoport, que após o desenvolvimento desta técnica, a música de Per Nørgård a explorou ao extremo. Ampliando-a em vários sentidos, como na Terceira Sinfonia (1975), na qual há o uso da Infinity Series tanto no parâmetro harmônico e no rítmico, ampliando sua teoria ao incorporar o uso da Sequência de Fibonacci. Mesmo ao teorizar as estruturas de sua obra, na maioria das vezes os resultados são “surpreendentemente consonantes”, e as vezes próximos ao uso da tonalidade. Porém, Nørgård está muito distante do neo-romântismo (Anderson,  2001, p.39). 
A música extremamente estruturada de Nørgård teve fim no final da década de 1970, com a ópera Siddharta, onde as ordens harmônicas e rítmicas são destruídas. A partir daí temos uma nova estética, na qual há uma maior “desordem evidente de textura e forma, e um foco em climas de grande instabilidade emocional e psicológica” (Anderson, 2001, p.40). Anderson atribui essa mudança ao encontro de Nørgård com os escritos e pinturas do artista Adolf Wölfli, iniciando um processo de compor obras expressionistas com extremos emocionais, que se tornaram “característica dominante”. The Divine Circus (1982) exemplifica esse processo muito claramente.
Ainda que Nørgård não retorne à ordem extrema de sua teoria Infinity Series, em suas composições nas décadas 1990-2000 ele mostrou “uma preocupação renovada com a construção e padronização, tanto na altura e no ritmo” (Anderson, 2001, p.40), elaborando o que o próprio compositor denomina “tone lakes”, semelhante à teoria anterior, mas trabalhando em várias direções simultaneamente.
Anderson (2001) considera a Quinta Sinfonia a sua obra mais experimental. Segundo o autor, Nørgård usou um conjunto muito imprevisível e episódios muitos fragmentados, que não aparentam nenhuma conexão. Quando esses fragmentos se juntam, “faz-se um dos tuttis orquestrais mais densos de sua produção”, que faz referência a sua primeira sinfonia. E repentinamente, a obra acaba-se em um silêncio final. 
Segundo Anderson, o estilo de Nørgård permanece em constante evolução, e
sua produção principal continua sendo sua devoção ao ideal de Sibelius de desenvolver continuamente linhas melódicas em evolução simultânea e, junto com isso - apesar de seu gosto por mudanças abruptas e formas altamente voláteis - um presente lírico facilmente identificável que faz de seu estilo um dos com mais personalidade da música contemporânea. 

## Infinity Serie
A música de Nørgård geralmente apresenta o uso da série infinita (DanishUendelighedsrækken) para organizar a melodia, harmonia e ritmo na composição musical. O método leva o nome da natureza infinitamente auto-similar do material musical resultante, comparável à geometria fractal. Matematicamente, a série infinita é uma sequência inteira. Os primeiros termos da sua forma mais simples são 0, 1, −1, 2, 1, 0, −2, 3.

## Morte
Nørgård morreu no dia 28 de maio de 2025, aos 93 anos, por "uma longa doença", em Copenhaga, Dinamarca.

## Obras

#### Sinfonias
- Symphony No. 1 Sinfonia austera (1953–55)
- Symphony No. 2 (1970)
- Symphony No. 3 (1972–75)
- Symphony No. 4 Indian Rose Garden and Chinese Witch's Lake (1981)
- Symphony No. 5 (1990)
- Symphony No. 6 At the End of the Day (1998–99)
- Symphony No. 7 (2006)
- Symphony No. 8 (2011)

#### Concertos
- Concerto for Accordion Recall (1968)
- Cello Concerto No. 1 Between (1985)
- Cello Concerto No. 2 Momentum (2009)
- Harp Concerto No. 1 King, Queen and Ace (1988)
- Harp Concerto No. 2 through thorns... (2003)
- Piano Concerto Concerto in due tempi (1994–95)
- Percussion concerto No. 1 For a Change (1983)
- Percussion concerto No. 2 Bach to the Future (1997)
- Viola Concerto No. 1 Remembering Child (1986)
- Violin Concerto No. 1 Helle Nacht (1986–87)
- Violin Concerto No. 2 Borderlines (2002)

#### Óperas
- Labyrinten (The Labyrinth) (1963)
- Gilgamesh (1972)
- Siddharta (1974–79)
- Der Göttliche Tivoli (The Divine Circus) (1983)
- Orfeus: Den uendelige sang (Orpheus: The Endless Song) (1988)
- Nuit des Hommes (1996)

#### Outros trabalhos selecionados
- Solo Intimo, Op. 8, for cello (1953)
- Trio No. 1, Op. 15 (1955)
- Konstellationer (Constellations), for strings (1958)
- Voyage into the Golden Screen (1968)
- Libra (1973)
- Turn, for keyboard (1973)
- Nova genitura (1975)
- Wie ein Kind (Like a Child), for chorus (1979–80)
- Drømmesange (Dream Songs) (1981)
- I Ching, for solo percussion (1982)
- Najader (The Naiads) (1986)
- Spaces of Time (1991)
- And Time Shall Be No More, for mixed choir (1994)
- Terrains Vagues, for orchestra (2000–2001)